# Robert Cialdini
Robert Cialdini (Milwaukee, 27 aprile 1945) è uno psicologo statunitense.
È oggi professore di Marketing all'università statale dell'Arizona.

## Pensiero
Cialdini è noto a livello internazionale per essere uno dei principali studiosi della psicologia sociale della persuasione. I suoi studi e le sue pubblicazioni sono considerate una delle più rilevanti matrici teorico-concettuali di settore, da cui si è poi articolata la ricerca sui processi cognitivi e relazionali della persuasione interpersonale .
Le regole della comunicazione persuasiva per Cialdini, che si rifà ad un approccio teorico di social cognition, sono riconducibili a sei "euristiche", o strategie cognitive fondamentali, che vengono implementate nella comunicazione interpersonale orientata ad una modifica dell'atteggiamento o dell'attitudine conativa della controparte.
1) Impegno e coerenza:
L'impulso ad essere/sembrare coerenti (anche con le proprie asserzioni o posizioni precedentemente espresse) rappresenta un'arma potente di influenza sociale. Per esempio, in una vendita a casa se il venditore riesce a fare affermare al potenziale acquirente un suo interesse nella tutela dell'ambiente avrà una forte arma di persuasione all'acquisto di qualche apparecchio di contenimento energetico.
2) Reciprocità:
In genere l'uomo sente il bisogno di contraccambiare favori veri, o presunti tali. Questo aspetto è stato descritto anche nell'ambito dell'antropologia culturale come un aspetto che caratterizza tutte le società umane. Questa regola ha per Cialdini le seguenti caratteristiche:
- È "soverchiante": è molto potente nello stimolare l'acquiescenza equa
- Impone "debiti" che nessuno ha sollecitato: in quanto può far sentire in debito per favori che non sono stati richiesti
- Può mettere in atto scambi non equi.

3) Riprova sociale:
Le persone, in media, tendono a ritenere maggiormente validi i comportamenti o e le scelte che vengono effettuati da un elevato numero di persone. È il fenomeno psicologico-sociale alla base della diffusione delle "mode".
4) Autorità: 
Le asserzioni sostenute da un riferimento ad una figura di rilievo, reale o presunto, o presentate come se fossero derivate da tale figura/istituzione, accrescono la loro valenza persuasoria.
5) Simpatia:
Attraverso la costruzione di un legame di simpatia e "similitudine", reale o presunto, tra persuasore e persuaso, è più facile ottenere esiti di modifica degli atteggiamenti.
6) Scarsità:
La naturale tendenza a ottimizzare la disponibilità di risorse di un dato bene, spinge ad una modifica dell'atteggiamento in direzione di comportamenti di acquisto se la disponibilità del bene viene presentata come limitata nel tempo o nella sua accessibilità.
In una recente intervista , Robert Cialdini ha detto di avere messo a fuoco anche la settima regola della comunicazione persuasiva, che ha chiamato "l'unità", ossia l'idea che condividendo un'identità assieme a qualcun altro si sia poi più portati ad accettare le sue richieste.

## Opere
- Cialdini, Le armi della persuasione, 1984
- Cialdini, R.B., Wosinska, W., Barrett, D.W., Butner, J. & Gornik-Durose, M. (1999). Compliance with a request in two cultures: The differential influence of social proof and commitment/consistency on collectivists and individualists. Personality and Social Psychology Bulletin, 25, 1242-1253.
- Cialdini, R. B., Sagarin, B. J., & Rice, W. E. (2001). Training in ethical influence. In J. Darley, D. Messick, and T. Tyler (Eds.). Social influences on ethical behavior in organizations (pp. 137–153). Mahwah, NJ: Erlbaum.
- Cialdini, R. B. (2001, February). The science of persuasion. Scientific American, 284, 76-81.
- Cialdini, R. B. (2001). Influence: Science and practice (4th ed.). Boston: Allyn & Bacon.
- Kenrick, D. T., Neuberg, S. L., & Cialdini, R. B. (2002) Social Psychology: Unraveling the Mystery (2nd Ed.). Boston: Allyn & Bacon
- Guadagno, R. E., & Cialdini, R. B. (2002). On-line persuasion: An examination of differences in computer-mediated interpersonal influence. Group Dynamics: Theory, Research and Practice, 6, 38-51.
- Sagarin, B. J., Cialdini, R. B., Rice, W. E., & Serna, S. B. (2002). Dispelling the illusion of invulnerability: The motivations and mechanisms of resistance to persuasion. Journal of Personality and Social Psychology, 83, 526-541.